# Cantone di Cancale
Il Cantone di Cancale era una divisione amministrativa dell'arrondissement di Saint-Malo.
A seguito della riforma approvata con decreto del 18 febbraio 2014, che ha avuto attuazione dopo le elezioni dipartimentali del 2015, è stato soppresso.

## Composizione
Comprendeva i comuni di:
- Cancale
- La Fresnais
- Hirel
- Saint-Benoît-des-Ondes
- Saint-Coulomb
- Saint-Méloir-des-Ondes